# Vancouver Canucks
Vancouver Canucks – kanadyjski klub hokejowy z siedzibą w Vancouver. Od 1970 roku występuje w NHL.

## Historia
Pierwszy klub o nazwie Canucks został założony w Vancouver w 1945 roku. Występował on w latach 1945–1970 w niższych ligach hokejowych: PCHL i WHL. Pierwsze próby wejścia klubu z Vancouver do NHL miały miejsce w 1967 roku, jednak wniosek został wówczas odrzucony. Rok później pojawiła się możliwość przeniesienia do Vancouver z Oakland tamtejszego klubu Seals, jednak została zablokowana przez władze NHL. Otrzymano wówczas jednak zapewnienie, że podczas kolejnego poszerzania ligi miejsce w niej otrzyma Vancouver. Grający w WHL klub Canucks został przejęty przez nowe władze i w 1970 roku wraz z Buffalo Sabres został włączony do ligi NHL.
W historii występów w NHL drużyna 3-krotnie awansowała do finału Pucharu Stanleya. Wszystkie trzy finały Canucks przegrali – w 1982 roku musieli uznać wyższość New York Islanders, w 1994 – New York Rangers, a w 2011 – Boston Bruins. W ciągu 23 lat występów w NHL 3-krotnie byli mistrzami dywizji. W sezonie zasadniczym 2010–11 drużyna wygrała jedyny jak do tej pory Puchar Prezydenta (ang. Presidents’ Trophy).

## Symbole klubowe

### Nazwa
Nazwy Canucks używał protoplasta hokejowego klubu z Vancouver, który występował do 1970 roku w WHL. Nazwa klubu pochodzi od słowa „Canuck” – synonimicznego określenia Kanadyjczyka w języku potocznym.

### Herb i barwy
Obecne barwami klubowymi Canucks są: niebieski, zielony, srebrny i biały. Wszystkie barwy mają odniesienie do przyrody okolic Vancouver: niebieski to Strait of Georgia i Ocean Spokojny, zielony to lasy okalające miasto (m.in. Cypress Provincial Park i Mt Seymour Provincial Park), srebrny i biały to zaśnieżone szczyty (m.in. w pasmie Gór Nadbrzeżnych). W latach 1978–1997 barwami klubowymi Canucks były: czarny, czerwony i żółty.
Obecny główny herb klubu funkcjonuje, z drobnymi zmianami, od 1997 roku. Jest to orka (stylizowana na malunki plemienia Haida) przebijająca się przez taflę lodu. Cała grafika zawiera się w kształt litery C. Zgodnie z tradycją klub posiada także herby alternatywne: „The Stick-in-Rink” („Kij na Lodowisku”) oraz „Johnny Canuck” (kanadyjski bohater kreskówek i superbohater komiksowy).

### Maskotka

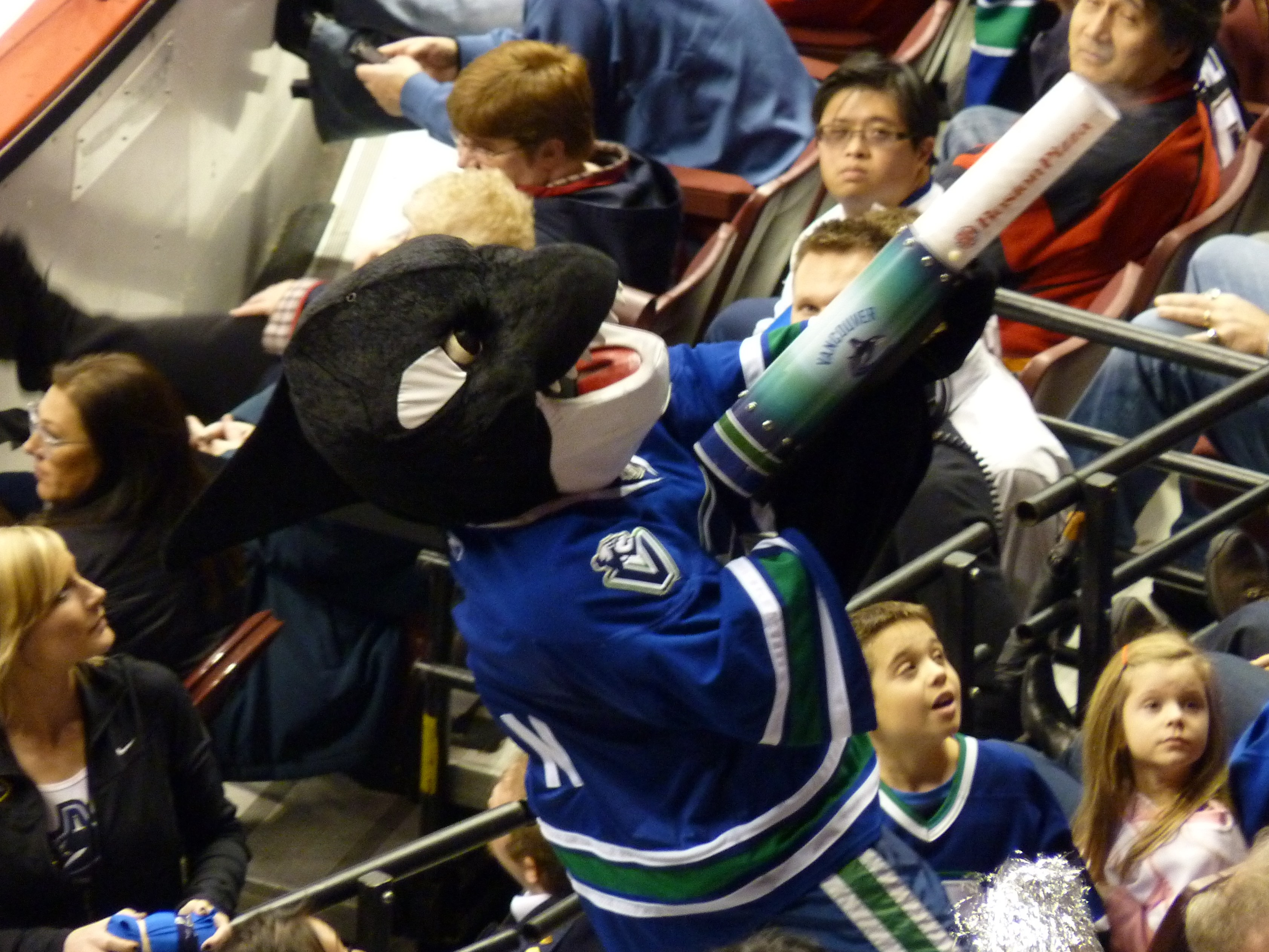
Fin, oficjalna maskotka Vancouver Canucks (2009)

Maskotką klubu jest Fin the Whale (Orka Fin). Jest to antropomorficzna orka. Podczas przerw w meczach do jej zadań należy jeżdżenie po tafli i wystrzeliwanie do widzów gadżetów z działek ze sprężonym powietrzem.

## Osiągnięcia
- Mistrzostwo dywizji (9 razy): 1975, 1992, 1993, 2004, 2007, 2010, 2011, 2012, 2013
- Mistrzostwo konferencji (4 razy): 1982, 1994, 2011, 2012
- Clarence S. Campbell Bowl (3 razy): 1982, 1994, 2011
- Presidents’ Trophy (2 razy): 2011, 2012
- Finał Pucharu Stanleya (3 razy): 1982, 1994, 2011

## Sezon po sezonie
| Ostatnie sezony | Ostatnie sezony | Ostatnie sezony | Ostatnie sezony | Ostatnie sezony | Ostatnie sezony | Ostatnie sezony | Ostatnie sezony | Ostatnie sezony | Ostatnie sezony | Ostatnie sezony | Ostatnie sezony | Ostatnie sezony | Ostatnie sezony                                     |
| Sezon           | Konferencja     | Miejsce         | Dywizja         | Miejsce         | Mecze           | Z               | P               | R               | PK              | Pkt             | ZB              | SB              | Wyniki play-off                                     |
| --------------- | --------------- | --------------- | --------------- | --------------- | --------------- | --------------- | --------------- | --------------- | --------------- | --------------- | --------------- | --------------- | --------------------------------------------------- |
|                 |                 |                 |                 |                 |                 |                 |                 |                 |                 |                 |                 |                 |                                                     |
| 2019–20         | Zachodnia       | 7               | Pacyficzna      | 3               | 691             | 36              | 27              | –               | 6               | 78              | 228             | 217             | Zwycięstwo z Blues 4-2 Porażka z Golden Knights 3-4 |
|                 |                 |                 |                 |                 |                 |                 |                 |                 |                 |                 |                 |                 |                                                     |
| 2018–19         | Zachodnia       | 12              | Pacyficzna      | 5               | 82              | 35              | 36              | –               | 11              | 81              | 225             | 257             | Nie zakwalifikowała się                             |
|                 |                 |                 |                 |                 |                 |                 |                 |                 |                 |                 |                 |                 |                                                     |
| 2017–18         | Zachodnia       | 14              | Pacyficzna      | 7               | 82              | 31              | 40              | –               | 11              | 73              | 218             | 264             | Nie zakwalifikowała się                             |
|                 |                 |                 |                 |                 |                 |                 |                 |                 |                 |                 |                 |                 |                                                     |
| 2016–17         | Zachodnia       | 13              | Pacyficzna      | 7               | 82              | 30              | 43              | –               | 9               | 69              | 182             | 243             | Nie zakwalifikowała się                             |
|                 |                 |                 |                 |                 |                 |                 |                 |                 |                 |                 |                 |                 |                                                     |
| 2015–16         | Zachodnia       | 13              | Pacyficzna      | 6               | 82              | 31              | 38              | –               | 13              | 75              | 191             | 243             | Nie zakwalifikowała się                             |

| Sezony od 2010/2011 do 2014/2015 | Sezony od 2010/2011 do 2014/2015 | Sezony od 2010/2011 do 2014/2015 | Sezony od 2010/2011 do 2014/2015 | Sezony od 2010/2011 do 2014/2015 | Sezony od 2010/2011 do 2014/2015 | Sezony od 2010/2011 do 2014/2015 | Sezony od 2010/2011 do 2014/2015 | Sezony od 2010/2011 do 2014/2015 | Sezony od 2010/2011 do 2014/2015 | Sezony od 2010/2011 do 2014/2015 | Sezony od 2010/2011 do 2014/2015 | Sezony od 2010/2011 do 2014/2015 | Sezony od 2010/2011 do 2014/2015                                                                    |
| Sezon                            | Konferencja                      | Miejsce                          | Dywizja                          | Miejsce                          | Mecze                            | Z                                | P                                | R                                | PK                               | Pkt                              | ZB                               | SB                               | Wyniki play-off                                                                                     |
| -------------------------------- | -------------------------------- | -------------------------------- | -------------------------------- | -------------------------------- | -------------------------------- | -------------------------------- | -------------------------------- | -------------------------------- | -------------------------------- | -------------------------------- | -------------------------------- | -------------------------------- | --------------------------------------------------------------------------------------------------- |
|                                  |                                  |                                  |                                  |                                  |                                  |                                  |                                  |                                  |                                  |                                  |                                  |                                  | |
| 2014–15                          | Zachodnia                        | 5                                | Pacyficzna                       | 2                                | 82                               | 48                               | 29                               | –                                | 5                                | 101                              | 242                              | 222                              | Porażka z Flames 2-4                                                                                |
|                                  |                                  |                                  |                                  |                                  |                                  |                                  |                                  |                                  |                                  |                                  |                                  |                                  | |
| 2013–14                          | Zachodnia                        | 12                               | Pacyficzna                       | 5                                | 82                               | 36                               | 35                               | –                                | 11                               | 83                               | 196                              | 223                              | Nie zakwalifikowała się                                                                             |
|                                  |                                  |                                  |                                  |                                  |                                  |                                  |                                  |                                  |                                  |                                  |                                  |                                  | |
| 2012–13                          | Zachodnia                        | 3                                | Północno-Zachodnia               | 1                                | 48                               | 26                               | 15                               | –                                | 7                                | 59                               | 127                              | 121                              | Porażka z Sharks 0-4                                                                                |
|                                  |                                  |                                  |                                  |                                  |                                  |                                  |                                  |                                  |                                  |                                  |                                  |                                  | |
| 2011–12                          | Zachodnia                        | 1                                | Północno-Zachodnia               | 1                                | 82                               | 51                               | 22                               | –                                | 9                                | 111                              | 249                              | 198                              | Porażka z Kings 1-4                                                                                 |
|                                  |                                  |                                  |                                  |                                  |                                  |                                  |                                  |                                  |                                  |                                  |                                  |                                  | |
| 2010–11                          | Zachodnia                        | 1                                | Północno-Zachodnia               | 1                                | 82                               | 54                               | 19                               | –                                | 9                                | 117                              | 262                              | 185                              | Zwycięstwo z Blackhawks 4-3 Zwycięstwo z Predators 4-2 Zwycięstwo z Sharks 4-1 Porażka z Bruins 3-4 |

| Sezony od 1990/1991 do 2009/2010 | Sezony od 1990/1991 do 2009/2010     | Sezony od 1990/1991 do 2009/2010     | Sezony od 1990/1991 do 2009/2010     | Sezony od 1990/1991 do 2009/2010     | Sezony od 1990/1991 do 2009/2010     | Sezony od 1990/1991 do 2009/2010     | Sezony od 1990/1991 do 2009/2010     | Sezony od 1990/1991 do 2009/2010     | Sezony od 1990/1991 do 2009/2010     | Sezony od 1990/1991 do 2009/2010     | Sezony od 1990/1991 do 2009/2010     | Sezony od 1990/1991 do 2009/2010     | Sezony od 1990/1991 do 2009/2010                                                                   |
| Sezon                            | Konferencja                          | Miejsce                              | Dywizja                              | Miejsce                              | Mecze                                | Z                                    | P                                    | R                                    | PK                                   | Pkt                                  | ZB                                   | SB                                   | Wyniki play-off                                                                                    |
| -------------------------------- | ------------------------------------ | ------------------------------------ | ------------------------------------ | ------------------------------------ | ------------------------------------ | ------------------------------------ | ------------------------------------ | ------------------------------------ | ------------------------------------ | ------------------------------------ | ------------------------------------ | ------------------------------------ | -------------------------------------------------------------------------------------------------- |
|                                  |                                      |                                      |                                      |                                      |                                      |                                      |                                      |                                      |                                      |                                      |                                      |                                      | |
|                                  |                                      |                                      |                                      |                                      |                                      |                                      |                                      |                                      |                                      |                                      |                                      |                                      | |
| 2009–10                          | Zachodnia                            | 3                                    | Północno-Zachodnia                   | 1                                    | 82                                   | 49                                   | 28                                   | –                                    | 5                                    | 103                                  | 272                                  | 222                                  | Zwycięstwo z Kings 4-2 Porażka z Blackhawks 2-4                                                    |
|                                  |                                      |                                      |                                      |                                      |                                      |                                      |                                      |                                      |                                      |                                      |                                      |                                      | |
| 2008–09                          | Zachodnia                            | 3                                    | Północno-Zachodnia                   | 1                                    | 82                                   | 45                                   | 27                                   | –                                    | 10                                   | 100                                  | 246                                  | 220                                  | Zwycięstwo z Blues 4-0 Porażka z Backhawks 2-4                                                     |
|                                  |                                      |                                      |                                      |                                      |                                      |                                      |                                      |                                      |                                      |                                      |                                      |                                      | |
| 2007–08                          | Zachodnia                            | 11                                   | Północno-Zachodnia                   | 5                                    | 82                                   | 39                                   | 33                                   | –                                    | 10                                   | 88                                   | 213                                  | 215                                  | Nie zakwalifikowała się                                                                            |
|                                  |                                      |                                      |                                      |                                      |                                      |                                      |                                      |                                      |                                      |                                      |                                      |                                      | |
| 2006–07                          | Zachodnia                            | 3                                    | Północno-Zachodnia                   | 1                                    | 82                                   | 49                                   | 26                                   | –                                    | 7                                    | 105                                  | 222                                  | 201                                  | Zwycięstwo ze Stars 4-3 Porażka z Ducks 1-4                                                        |
|                                  |                                      |                                      |                                      |                                      |                                      |                                      |                                      |                                      |                                      |                                      |                                      |                                      | |
| 2005–06                          | Zachodnia                            | 9                                    | Północno-Zachodnia                   | 4                                    | 82                                   | 42                                   | 32                                   | –                                    | 8                                    | 92                                   | 256                                  | 255                                  | Nie zakwalifikowała się                                                                            |
|                                  |                                      |                                      |                                      |                                      |                                      |                                      |                                      |                                      |                                      |                                      |                                      |                                      | |
| 2004–05                          | sezon nie odbył się z powodu lokautu | sezon nie odbył się z powodu lokautu | sezon nie odbył się z powodu lokautu | sezon nie odbył się z powodu lokautu | sezon nie odbył się z powodu lokautu | sezon nie odbył się z powodu lokautu | sezon nie odbył się z powodu lokautu | sezon nie odbył się z powodu lokautu | sezon nie odbył się z powodu lokautu | sezon nie odbył się z powodu lokautu | sezon nie odbył się z powodu lokautu | sezon nie odbył się z powodu lokautu | sezon nie odbył się z powodu lokautu                                                               |
|                                  |                                      |                                      |                                      |                                      |                                      |                                      |                                      |                                      |                                      |                                      |                                      |                                      | |
| 2003–04                          | Zachodnia                            | 3                                    | Północno-Zachodnia                   | 1                                    | 82                                   | 43                                   | 24                                   | 10                                   | 5                                    | 101                                  | 235                                  | 194                                  | Porażka z Flames 3-4                                                                               |
|                                  |                                      |                                      |                                      |                                      |                                      |                                      |                                      |                                      |                                      |                                      |                                      |                                      | |
| 2002–03                          | Zachodnia                            | 4                                    | Północno-Zachodnia                   | 2                                    | 82                                   | 45                                   | 23                                   | 13                                   | 1                                    | 104                                  | 264                                  | 208                                  | Zwycięstwo z Blues Porażka z Wild 3-4                                                              |
|                                  |                                      |                                      |                                      |                                      |                                      |                                      |                                      |                                      |                                      |                                      |                                      |                                      | |
| 2001–02                          | Zachodnia                            | 8                                    | Północno-Zachodnia                   | 2                                    | 82                                   | 42                                   | 30                                   | 7                                    | 3                                    | 94                                   | 254                                  | 211                                  | Porażka z Red Wings 2-4                                                                            |
|                                  |                                      |                                      |                                      |                                      |                                      |                                      |                                      |                                      |                                      |                                      |                                      |                                      | |
| 2000–01                          | Zachodnia                            | 8                                    | Północno-Zachodnia                   | 3                                    | 82                                   | 36                                   | 28                                   | 11                                   | 7                                    | 90                                   | 239                                  | 238                                  | Porażka z Avalanche 0-4                                                                            |
|                                  |                                      |                                      |                                      |                                      |                                      |                                      |                                      |                                      |                                      |                                      |                                      |                                      | |
| 1999–00                          | Zachodnia                            | 9                                    | Północno-Zachodnia                   | 3                                    | 82                                   | 30                                   | 29                                   | 15                                   | 8                                    | 83                                   | 227                                  | 237                                  | Nie zakwalifikowała się                                                                            |
|                                  |                                      |                                      |                                      |                                      |                                      |                                      |                                      |                                      |                                      |                                      |                                      |                                      | |
| 1998–99                          | Zachodnia                            | 13                                   | Północno-Zachodnia                   | 4                                    | 82                                   | 23                                   | 47                                   | 12                                   | –                                    | 58                                   | 192                                  | 258                                  | Nie zakwalifikowała się                                                                            |
|                                  |                                      |                                      |                                      |                                      |                                      |                                      |                                      |                                      |                                      |                                      |                                      |                                      | |
| 1997–98                          | Zachodnia                            | 13                                   | Pacyficzna                           | 7                                    | 82                                   | 25                                   | 43                                   | 14                                   | –                                    | 64                                   | 224                                  | 273                                  | Nie zakwalifikowała się                                                                            |
|                                  |                                      |                                      |                                      |                                      |                                      |                                      |                                      |                                      |                                      |                                      |                                      |                                      | |
| 1996–97                          | Zachodnia                            | 9                                    | Pacyficzna                           | 4                                    | 82                                   | 35                                   | 40                                   | 7                                    | –                                    | 77                                   | 257                                  | 273                                  | Nie zakwalifikowała się                                                                            |
|                                  |                                      |                                      |                                      |                                      |                                      |                                      |                                      |                                      |                                      |                                      |                                      |                                      | |
| 1995–96                          | Zachodnia                            | 7                                    | Pacyficzna                           | 3                                    | 82                                   | 32                                   | 35                                   | 15                                   | –                                    | 79                                   | 278                                  | 278                                  | Porażka Avalanche 2-4                                                                              |
|                                  |                                      |                                      |                                      |                                      |                                      |                                      |                                      |                                      |                                      |                                      |                                      |                                      | |
| 1994–95                          | Zachodnia                            | 6                                    | Pacyficzna                           | 2                                    | 48                                   | 18                                   | 18                                   | 12                                   | –                                    | 48                                   | 153                                  | 148                                  | Zwycięstwo z Blues 4-3 Porażka z Blackhawks 0-4                                                    |
|                                  |                                      |                                      |                                      |                                      |                                      |                                      |                                      |                                      |                                      |                                      |                                      |                                      | |
| 1993–94                          | Zachodnia                            | 7                                    | Pacyficzna                           | 2                                    | 84                                   | 41                                   | 40                                   | 3                                    | –                                    | 85                                   | 279                                  | 276                                  | Zwycięstwo z Flames 4-3 Zwycięstwo ze Stars 4-1 Zwycięstwo z Maple Leafs 4-1 Porażka z Rangers 3-4 |
| 1992–93                          | Campbell                             | 3                                    | Smythe                               | 1                                    | 84                                   | 46                                   | 29                                   | 9                                    | –                                    | 101                                  | 346                                  | 278                                  | Zwycięstwo z Jets 4-2 Porażka z Kings 2-4                                                          |
| 1991–92                          | Campbell                             | 2                                    | Smythe                               | 1                                    | 80                                   | 42                                   | 26                                   | 12                                   | –                                    | 96                                   | 285                                  | 250                                  | Zwycięstwo z Jets 4-3 Porażka z Edmonton Oilers 2-4                                                |
| 1990–91                          | Campbell                             | 8                                    | Smythe                               | 4                                    | 80                                   | 28                                   | 43                                   | 9                                    | –                                    | 65                                   | 243                                  | 315                                  | Porażka z Kings 2-4                                                                                |

Legenda:

Z = Zwycięstwa, P = Porażki, R = Remisy (do sezonu 2004/2005), PK = Przegrane po dogrywce lub karnych, Pkt = Punkty, ZB = Bramki zdobyte, SB = Bramki stracone
| Puchar Stanleya | Mistrz Konferencji | Mistrz Dywizji | Awans do play-off | Presidents’ Trophy |

- 1 Sezon zasadniczy ze względu na epidemię koronawirusa został przerwany, a następnie zakończony. W meczach kwalifikacyjnych do playoff Canucks wygrali z Minnesota Wild 3-1.

## Afiliacje
Zespół posiada afiliację w postaci klubów farmerskich w niższych ligach.
| Główna afiliacja (liga) | Główna afiliacja (liga) | Główna afiliacja (liga) | Druga afiliacja (liga) | Druga afiliacja (liga) | Druga afiliacja (liga) |
| ----------------------- | ----------------------- | ----------------------- | ---------------------- | ---------------------- | ---------------------- |
| 1970/71 – 1971/72       | Rochester Americans     | AHL                     |                        |                        |                        |
| 1972/73 – 1974/75       | Seattle Totems          | WHL, CPHL               |                        |                        |                        |
| 1975/76 – 1977/78       | Tulsa Oilers            | CPHL                    |                        |                        |                        |
| 1978/79 – 1981/82       | Dallas Black Hawks      | CPHL                    |                        |                        |                        |
| 1982/83 – 1987/88       | Fredericton Express     | AHL                     | 1987/88                | Flint Spirits          | IHL                    |
| 1988/89 – 1991/92       | Milwaukee Admirals      | IHL                     | 1991/92                | Columbus Chill         | ECHL                   |
| 1992/93 – 1993/94       | Hamilton Canucks        | AHL                     |                        |                        |                        |
| 1994/95 – 1999/2000     | Syracuse Crunch         | AHL                     |                        |                        |                        |
| 2000/01                 | Kansas City Blades      | IHL                     |                        |                        |                        |
| 2001/02 – 2010/11       | Manitoba Moose          | AHL                     | 2002/03 – 2005/06      | Columbia Inferno       | ECHL                   |
| 2001/02 – 2010/11       | Manitoba Moose          | AHL                     | 2006/07 – 2010/11      | Victoria Salmon Kings  | ECHL                   |
| 2011/12 – 2012/13       | Chicago Wolves          | AHL                     | 2011/12 – 2014/15      | Kalamazoo Wings        | ECHL                   |
| 2013/14 –               | Utica Comets            | AHL                     | 2011/12 – 2014/15      | Kalamazoo Wings        | ECHL                   |
| 2013/14 –               | Utica Comets            | AHL                     | 2016/17                | Alaska Aces            | ECHL                   |
| 2013/14 –               | Utica Comets            | AHL                     | 2017/18                | Kalamazoo Wings        | ECHL                   |

## Zawodnicy

### Numery zastrzeżone
| #  | Zawodnik       | Pozycja   | Sezony              | Data uhonorowania |
| -- | -------------- | --------- | ------------------- | ----------------- |
| 12 | Stan Smyl      | Napastnik | 1978–1991           | 3 listopada 1991  |
| 16 | Trevor Linden  | Napastnik | 1988–1998 2001–2008 | 17 grudnia 2008   |
| 19 | Markus Näslund | Napastnik | 1996–2008           | 11 grudnia 2010   |
| 10 | Pawieł Bure    | Napastnik | 1991–1999           | 2 listopada 2013  |

### Kapitanowie drużyny
| Sezony jako kapitan drużyny | Zawodnik          |
| --------------------------- | ----------------- |
| 1970–1974                   | Orland Kurtenbach |
| 1975–1976                   | Andre Boudrias    |
| 1976–1977                   | Chris Oddleifson  |
| 1977–1979                   | Don Lever         |
| 1979–1982                   | Kevin McCarthy    |
| 1982–1990                   | Stan Smyl         |
| 1990–1991                   | Dan Quinn         |
| 1990–1991                   | Doug Lidster      |
| 1990–1991                   | Trevor Linden     |
| 1991–1997                   | Trevor Linden     |
| 1997–2000                   | Mark Messier      |
| 2000–2008                   | Markus Näslund    |
| 2008–2010                   | Roberto Luongo    |
| 2010–2018                   | Henrik Sedin      |